# Залужный, Степан Петрович
Степа́н Петро́вич Залу́жный (9 октября 1938, Днепропетровская область — 4 июля 2021, там же) — советский передовик сельского хозяйства, водитель колхоза «Победа» Томаковского района Днепропетровской области, Украинской ССР. Полный кавалер ордена Трудовой Славы.

## Биография
Родился 9 октября 1938 года в Томаковском районе Днепропетровской области Украинской ССР (ныне — Украина) в многодетной семье.
В семье было 4 сестры и 7 братьев. Степан был шестым ребёнком. Мать Любовь Степановна была матерью-героиней. Отец пропал без вести на фронте. В 1956 году окончил курсы трактористов. В 1957 - 1960 годах служил в Советской Армии, где в 1958 году окончил курсы водителей автомашин.
После увольнения из Вооруженных Сил трудился водителем грузовой автомашины B Колхозе «Победа» Томаковского района, Днепропетровской области.
За годы трудовой деятельности неоднократно награждался и поощрялся руководством колхоза, райкомом партии и райисполкомом, областными, республиканскими организациями.
Награждён знаками «Победитель социалистического соревнования» 1973, 1974, 1975 и 1978 годов.
Указами Президиума Верховного Совета СССР от 14 февраля 1975 и от 24 декабря 1976 года награждён орденами Трудовой Славы 3-й и 2-й степеней.
На республиканском совещании передовиков механизаторов за перевозку на хлебоприемный пункт из колхоза «Победа» 1820 тонн зерна при обязательстве 1500 тонн ему был вручен именной автомобиль ЗИЛ-554.
Указом Президента СССР от 8 августа 1991 года за достижение высоких результатов в увеличении производства и продажи сельскохозяйственной продукции на основе применения интенсивных технологий и передовых методов организации труда Залужный Степан Петрович награждён орденом Трудовой Славы 1-й степени. Стал полным кавалером ордена Трудовой Славы.
В 1990-е годы вышел на заслуженный отдых.
Жил в Томаковском районе Днепропетровской области (Украина).
Вместе с супругой Залужной Любовью Петровной создал большую и крепкую семью. Судьба подарила им дочь (Залужную Татьяну Степановну) и сына (Залужного Александра Степановича), внуков (Залужную Наталью Николаевну, Залужного Александра Александровича), правнуков (Лущай Татьяну Сергеевну, Залужную Дарью Александровну).
Неоднократно избирался депутатом сельского совета.
Награждён орденами Трудовой Славы 1-й (08.08.1991), 2-й (24.12.1976), 3-й (14.02.1975) степеней, медалями.
Умер 4 июля 2021 года в возрасте 82-х лет.

## Награды
Награждён знаками «Победитель социалистического соревнования» 1973, 1974, 1975 и 1978 годов,
орденами Трудовой Славы 1-й, 2-й, 3-й степеней:
3 ст. 14.02.1975 Орден № 8609
2 ст. 24.12.1976 Орден № 2168
1 ст. 08.08.1991 Орден № 927